# Краснохолмские Выселки
Краснохолмские Выселки — поселок в Шиловском районе Рязанской области в составе Краснохолмского сельского поселения.

## Географическое положение
Поселок Краснохолмские Выселки расположен на Окско-Донской равнине на правом берегу реки Ибреды вблизи её истоков, в 18 км к юго-западу от пгт Шилово. Расстояние от посёлка до районного центра Шилово по автодороге — 27 км.
К северу от посёлка расположен большой пруд Борьба, к югу – значительный лесной массив. Ближайшие населённые пункты — село Красный Холм и посёлок Лохино (Путятинский район).

## Население
В настоящее время посёлок Краснохолмские Выселки представляет собой опустевший населённый пункт, урочище.

## Происхождение названия
Согласно «Толковому словарю» В. Даля, выселок, выселки — мн. посёлки, новоселки, поселение из ближних выходцев, отделившихся и занявших пустошь или заполье. Э. М. Мурзаев в «Словаре народных географических терминов» (1984) отмечал, что выселки — первоначально небольшая деревня, отделившаяся от крупного села, хутор. Со временем такие выселки нередко становились многолюдными и перерастали тот населённый пункт, откуда ушли выселившиеся жители.
Рязанские краеведы Л. А. Кононенко и А. А. Никольский считают, что название «Выселки» возникло в результате перехода в топоним народного географического термина выселки — «небольшой поселок, отделившийся от другого селения; хутор».
Другое название посёлка – Нахаловка, произошло от самовольного (нахального) захвата земли крестьянами.

## История
Поселок Краснохолмские Выселки возник в 1924—1925 гг. в ходе передела частновладельческих земель крестьянами села Красный Холм. Окрестные земли до Октябрьской революции 1917 г. принадлежали спасскому купцу В. И. Полунину, и из-за них шёл спор между крестьянами сел Красный Холм и Поляки. Спасский уездный суд вынес компромиссное решение о равноправном разделе земель Полунина пополам. Но краснохолмцы, не дожидаясь судебного решения, самовольно, по простонародному «нахально», поселились на спорном участке.
Этот случай стал причиной того, что Краснохолмские Выселки получили у окрестных крестьян второе название Нахаловки. Хапалкой и Нахаловкой назывались и две улицы посёлка.